# Tętnica osierdziowo-przeponowa
Tętnica osierdziowo-przeponowa (łac. arteria pericardiacophrenica) – w anatomii człowieka tętnica klatki piersiowej. Najczęściej stanowi gałąź tętnicy piersiowej wewnętrznej, rzadziej (10%) odchodzi od gałęzi grasiczych tej tętnicy, wyjątkowo – bezpośrednio od tętnicy podobojczykowej (< 1%). Biegnie ku dołowi wraz z nerwem przeponowym, do przodu od korzenia płuca, na powierzchni bocznej osierdzia, do przepony. Na przeponie zespala się z pozostałymi tętnicami odżywiającymi ten mięsień. Na przebiegu oddaje gałęzie do grasicy, węzłów chłonnych, osierdzia, opłucnej śródpiersiowej oraz oskrzeli.